# Bombylius fuscus
Bombylius fuscus är en tvåvingeart som beskrevs av Fabricius 1781. Bombylius fuscus ingår i släktet Bombylius och familjen svävflugor. Inga underarter finns listade i Catalogue of Life.